# OR2A4
OR2A4 (англ. Olfactory receptor family 2 subfamily A member 4) – білок, який кодується однойменним геном, розташованим у людей на короткому плечі 6-ї хромосоми. Довжина поліпептидного ланцюга білка становить 310 амінокислот, а молекулярна маса — 34 802.
| 10         |  | 20         |  | 30         |  | 40         |  | 50         |
| ---------- |  | ---------- |  | ---------- |  | ---------- |  | ---------- |
| MGDNITSIRE |  | FLLLGFPVGP |  | RIQMLLFGLF |  | SLFYVFTLLG |  | NGTILGLISL |
| DSRLHAPMYF |  | FLSHLAVVDI |  | AYACNTVPRM |  | LVNLLHPAKP |  | ISFAGRMMQT |
| FLFSTFAVTE |  | CLLLVVMSYD |  | LYVAICHPLR |  | YLAIMTWRVC |  | ITLAVTSWTT |
| GVLLSLIHLV |  | LLLPLPFCRP |  | QKIYHFFCEI |  | LAVLKLACAD |  | THINENMVLA |
| GAISGLVGPL |  | STIVVSYMCI |  | LCAILQIQSR |  | EVQRKAFRTC |  | FSHLCVIGLV |
| YGTAIIMYVG |  | PRYGNPKEQK |  | KYLLLFHSLF |  | NPMLNPLICS |  | LRNSEVKNTL |
| KRVLGVERAL |  |            |  |            |  |            |  |            |

A: Аланін

C: Цистеїн

D: Аспарагінова кислота

E: Глутамінова кислота

F: Фенілаланін

G: Гліцин

H: Гістидин

I: Ізолейцин

K: Лізин

L: Лейцин

M: Метіонін

N: Аспарагін

P: Пролін

Q: Глутамін

R: Аргінін

S: Серин

T: Треонін

V: Валін

W: Триптофан

Кодований геном білок за функціями належить до рецепторів, g-білокспряжених рецепторів, білків внутрішньоклітинного сигналінгу. 
Локалізований у клітинній мембрані.